# Société botanique de Ratisbonne
La Société botanique de Ratisbonne, (Regensburgische Botanische Gesellschaft) est une société savante, basée à Ratisbonne (en allemand Regensburg) en Allemagne, qui a pour objectif la promotion de la botanique, incluant les recherches scientifiques sur les végétaux et la protection de l’environnement.

## Historique
La société fondée en Bavière le 14 mai 1790 par David Heinrich Hoppe (1760-1846) est la plus ancienne société de botanique encore active dans le monde. Elle s’est dotée, à partir de 1791, d’une bibliothèque spécialisée, et entretient un jardin botanique. La société s’est mise, en 1974, sous la protection de l’université de Ratisbonne à laquelle elle a confié la gestion de sa bibliothèque, riche de 1 805 216 volumes au début du XXIe siècle.
Le président d’honneur est, depuis 1999, le professeur Andreas Bresinsky (1935-) et son président est, depuis 2007, le professeur Peter Poschlod.

## Publications
- 1802-1807 : Botanische Zeitung
- 1818-1969 : Flora, oder Allgemeine Botanische Zeitung
- 1815-1936 : Denkschriften der Königlich-Baierischen Botanischen Gesellschaft in Regensburg ; 1940-1971 : Denkschriften der Regensburgischen Botanischen Gesellschaft ; depuis 1971 : Hoppea
- 1993- : Regensburger Mykologische Schriften

## Source
- Traduction de l'article de langue allemande de Wikipédia (version du 13 novembre 2008).